# La Roqueta (barri de València)
|  | Aquest article tracta sobre el barri de València. Si cerqueu l'entitat de població empordanesa, vegeu «Mont-ras». |

La Roqueta és un barri pertanyent al districte d'Extramurs de la ciutat de València. L'Ajuntament de València identifica el barri amb el codi 3.2. La població el 2008 era de 4.647.
Aquest barri és també conegut pel nom de Convent de Jerusalem, nom que rep el casal faller local. El afamat Trinquet Pelayo, catedral de la pilota valenciana, és un punt representatiu del barri.

## Geografia

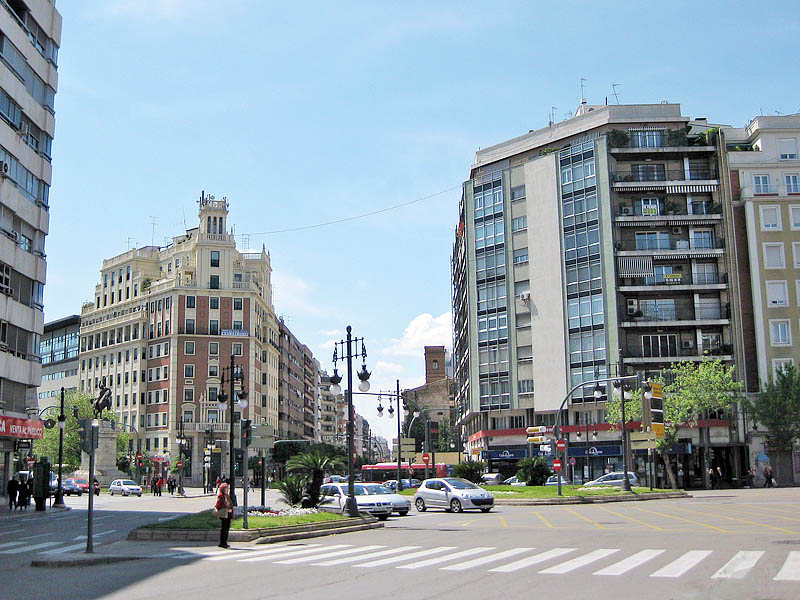
Plaça d'Espanya, al límit meridional del Barri

El barri de La Roqueta està situat entre el carrer de Xàtiva al nord, l'avinguda de Ferran el Catòlic al sud i a l'oest, i les línies de ferrocarril a l'est, així formant un triangle. El vial més important hi és el carrer de Sant Vicent Màrtir, que el creua de cap a cap. Forma part de districte d'Extramurs, dins del qual es troba a l'extrem sud. Limita, doncs, amb el barri d'Arrancapins a l'oest, amb el de Sant Francesc al nord, el de la Raïosa al sud i el de Russafa a l'est, i amb els districtes de la Ciutat Vella i Jesús.

## Història

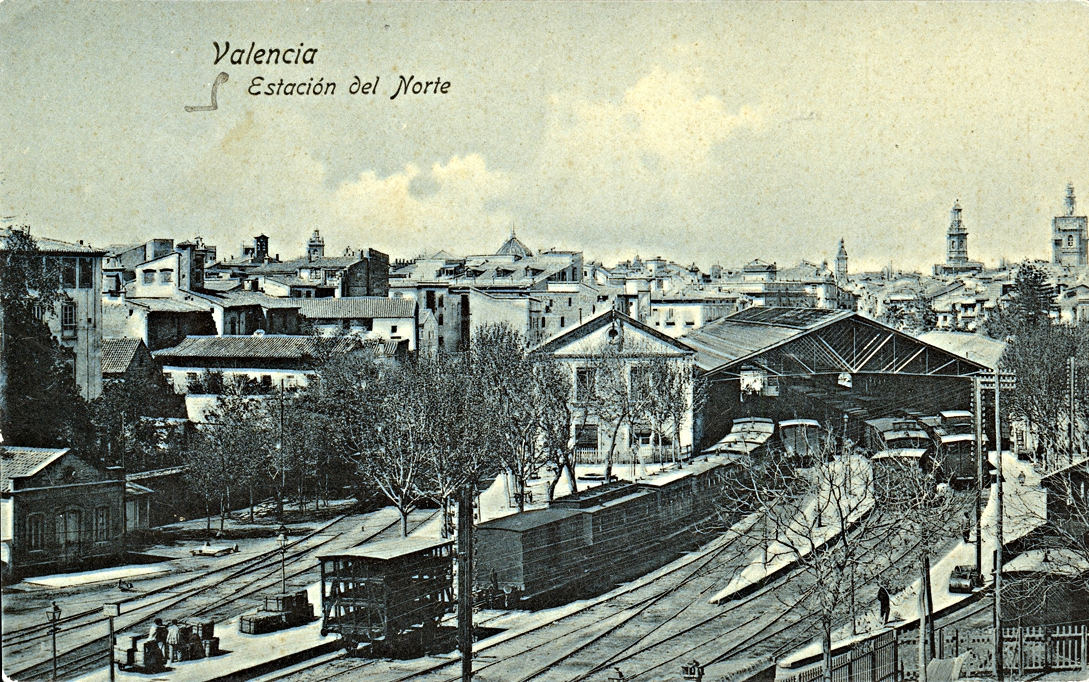
Primigènia estació del nord

Segons la tradició, en un petit monticle rocós (la roqueta) envoltat de marjals i als voltants de l'actual església de Sant Vicent, va ser on es va llançar el cadàver de sant Vicent Màrtir després de patir martiri l'any 304. Aquest fet històric donà nom a l'actual barri.
Des d'almenys l'any 1341 fins a l'any 1933 va existir a la zona un convent de monges franciscanes descalces devotes de la Santa Maria de l'Espasme anomenat Convent de Jerusalem. El convent dona nom al carrer, a una falla local i al mercat municipal, tots ells homònims.
Entre 1906 i 1907 es construí l'Estació del Nord, una edificació d'estil modernista valencià que promte esdevingué el punt més important del barri. Des de principis de la dècada del 2000, una gran comunitat d'immigrants xinesos ha recalat al barri, obrint tot tipus de negocis (especialment de restauració) dedicats a la comunitat oriental.

## Demografia
| Població | 8.614 | 6.185 | 4.477 | 4.167 | 4.564 | 4.489 | - |

## Transports

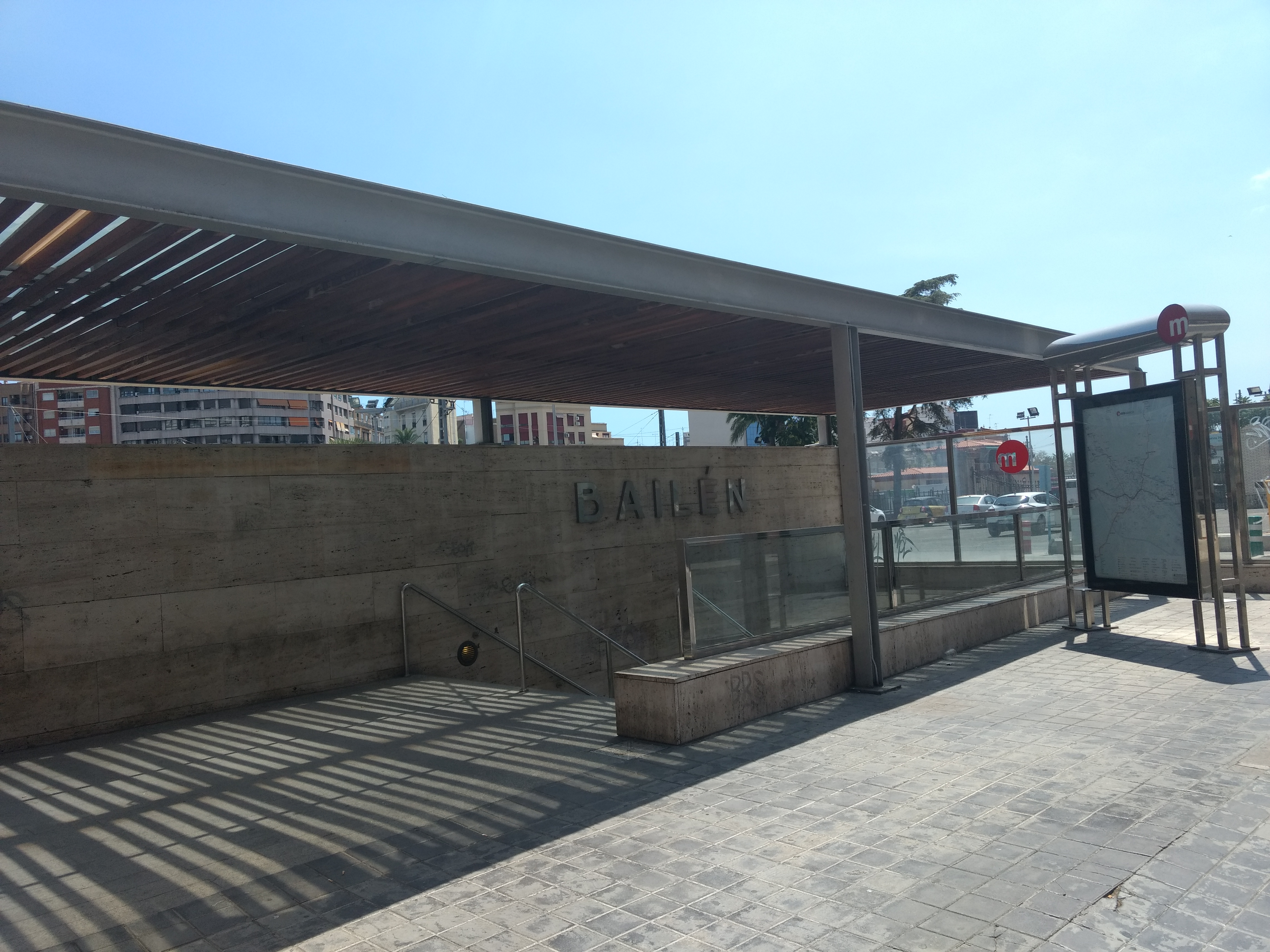
Estació de Bailén

- Xarxa Nacional dels Ferrocarrils Espanyols (RENFE)
  - Estació del Nord: és la principal estació de ferrocarril de València.[7] Es va construir entre 1906 i 1907 amb una forta vocació monumental; s'inscriu en un estil modernista molt influït pel moviment de la Sezession, obra de l'arquitecte Demetri Ribes. El conjunt està format per dues parts, l'edifici que acull els viatgers, amb els seus corresponents serveis (venda de bitllets, cafeteria, sala d'espera, etc.) i l'hangar on arriben els trens. Aquest últim destaca per tenir una coberta metàl·lica, amb arcs biarticulats reblonats, molt innovadora per al moment.[7]
- Ferrocarrils de la Generalitat Valenciana (FGV)
  - Bailén - Plaça Espanya - Xàtiva
- Empresa Municipal de Transports de València (EMT)
  - Línia 9 - Línia 10 - Línia 11 - Línia 27 - Línia 63 - Línia 64 - Línia 67 - Línia 70 - Línia 71 - Línia 72 - Línia 80 - Línia 92 - Línia 93 - Línia N3 - Línia N4 - Línia N5 - Línia N6